# Фрутиген
Фрутиген (нем. Frutigen) — коммуна в Швейцарии, в кантоне Берн. 
Входит в состав округа Фрутиген. Население составляет 6678 человек (на 31 декабря 2007 года). Официальный код — 0563.